# ジャック・トゥロン
ジャック・トゥロン（Jacques Theron、1999年3月22日 - ）は、ワンダラーズRCに所属するラグビーユニオン選手。

## プロフィール
- ナミビア出身[1]。
- ポジションはスクラムハーフ(SH)。
- 身長 185cm、体重 79kg
- ナミビア代表キャップは3（2025年2月現在）でラグビーワールドカップ2023のナミビア代表に選ばれた[2]。

## 略歴
2023年、ワンダラーズRCに加入。